# Sabuqueteguim Almuizi
Sabuqueteguim, Sabuquetiguim, Sebuquetiguim ou Sebuqueteguim (em persa: سبکتگین; romaniz.: Sabuktegin, Sabuktigin, Sebuktigin ou Sebuktegin) foi um oficial turcomano do século X, ativo no Império Buída. Rebelou-se contra o governante buída Ize Daulá (r. 967–978) no Iraque, onde tomou algumas partes da região, inclusive Bagdá, capital do Califado Abássida, que estava sob proteção buída. Depois, avançou contra Uacite, onde Ize Daulá estava fortificado, mas foi morto durante o cerco e foi sucedido no comando por Alpeteguim.